# بخش تینوگاستا
بخش تینوگاستا (به اسپانیایی: Departamento Tinogasta) یک منطقهٔ مسکونی در آرژانتین است که در استان کاتامارکا واقع شده‌است. بخش تینوگاستا ۲۳٬۵۸۲ کیلومتر مربع مساحت و ۲۲٬۵۷۰ نفر جمعیت دارد.